# Михаил Перепелицин
Михаил Николаевич Перепелицин 2-ри (на руски: Михаил Николаевич Перепелицын 2-й) е поручик от лейб-гвардейски Егерски полк, участник в Руско-турската война (1877 – 1878), загинал в битката при Телиш.

## Биография
Михаил Перепелицин произхожда от дворянско семейство от Черниговска губерния на Руската империя. След завършване на курс в едно от средните учебни заведения, постъпва във Второ Константиновско военно училище. Завършва го на 20-годишна възраст с чин подпоручик. През 1968 г. постъпва в 5-ти (по-късно 10-ти) стрелкови батальон. Няколко години след това се отличава в едно от състезанията по стрелба, като е удостоен с първата си императорска награда. През 1874 г. е преведен в лейб-гвардейски егерски полк и отново в състезание, при височайшо присъствие, получава втория си императорски приз – револвер за точна стрелба в цел. Същата година е назначен за батальонен адютант. В състава на егерския полк участвува в Руско-турската война (1877 – 1878). Като командир на 2-ра рота загива на 12/24 октомври при атаката на турските редути в битката при Телиш.

## Памет
- На 17/29 октомври, един ден след превземането на село Телиш, са открити и пренесени в село Горни Дъбник телата на четирима от убитите офицери: полковник Отон Мебес, поручик Михаил Перепелицин 2-ри, подпоручик Николай Шилдбах и прапорщик Гресбек. На 18 октомври след кратко опело и под звуците на траурния марш са погребани в обща братска могила постлана със слама. Отгоре върху гроба е поставен прост дървен кръст. На следващия ден е открито и погребано в същата могила тялото на капитан Базилевский 2-ри. Не са открити телата на поручик Лев Кашерининов и подпоручик Александър Романов, но по сведенията на пленените английски лекари са били с обгорели тела. Няколко дни след погребението и по желание на роднини, телата на полковник Отон Мебес и подпоручик Николай Шилдбах са ексхумирани и след балсамиране са транспортирани за погребение в Русия.[3] [4]

- Името на Перепелицин е изписано върху Черния паметник при Телиш заедно с имената на другите загинали офицери.